# Pierre Rodat d'Olemps
Pierre Rodat d'Olemps est un homme politique français né le 24 mars 1777 à Rodez (Aveyron) et mort le 10 février 1846 à Rodez.

## Biographie
Maire de Rodez, il est député de l'Aveyron de 1830 à 1831, siégeant dans la majorité soutenant la Monarchie de Juillet. Il est ensuite conseiller de préfecture.

## Sources
- « Pierre Rodat d'Olemps », dans Adolphe Robert et Gaston Cougny, Dictionnaire des parlementaires français, Edgar Bourloton, 1889-1891 [détail de l’édition]